# Championnat du Soudan de football 2005
Navigation
Saison précédente Saison suivante
La saison 2005 du Championnat du Soudan de football est la 41e édition de la première division au Soudan, la Sudan Premier League. Elle regroupe, sous forme d'une poule unique, les douze meilleures équipes du pays qui se rencontrent deux fois, à domicile et à l'extérieur. En fin de saison, les deux derniers du classement sont relégués et remplacés par les deux meilleurs clubs de deuxième division.
C'est le club d'Al Hilal Omdurman, double tenant du titre, qui remporte à nouveau le championnat cette saison après avoir terminé -invaincu- en tête du classement final, avec deux points d'avance sur Al Merreikh Omdurman et vingt-trois sur Al Hilal Port-Soudan. C'est le 18e titre de champion du Soudan de l'histoire du club, qui manque le doublé en s'inclinant face à son dauphin en finale de la Coupe du Soudan.

## Les clubs participants
| - Al Hilal Omdurman - Hai al-Arab Port Soudan - Al Jazeerat Al-Feel - Promu de D2 - Al Ittihad Wad Medani - Promu de D2 - Amal Atbara - Taka Kassala | - Al-Mourada SC - Al Merreikh Omdurman - Al Mirghani Kassala - Al Hilal Port-Soudan - Khartoum 3 - Shambat Bahri |

## Compétition
Le barème de points servant à établir les classements se décompose ainsi :
- Victoire : 3 points
- Match nul : 1 point
- Défaite : 0 point

### Classement
| Rang | Équipe                  | Pts | J  | G  | N  | P  | Bp | Bc | Diff |
| ---- | ----------------------- | --- | -- | -- | -- | -- | -- | -- | ---- |
| 1    | Al Hilal OmdurmanT      | 58  | 22 | 18 | 4  | 0  | 58 | 10 | +48  |
| 2    | Al Merreikh OmdurmanC   | 56  | 22 | 18 | 2  | 2  | 61 | 8  | +53  |
| 3    | Al Hilal Port-Soudan    | 35  | 22 | 10 | 5  | 7  | 21 | 16 | +5   |
| 4    | Al Jazeerat Al-Feel P   | 27  | 22 | 7  | 6  | 9  | 27 | 29 | -2   |
| 5    | Khartoum 3              | 27  | 22 | 7  | 6  | 9  | 22 | 30 | -8   |
| 6    | Al Mirghani Kassala     | 27  | 22 | 8  | 3  | 11 | 20 | 32 | -12  |
| 7    | Amal Atbara             | 26  | 22 | 5  | 11 | 6  | 22 | 29 | -7   |
| 8    | Al-Mourada SC           | 25  | 22 | 5  | 10 | 7  | 19 | 29 | -10  |
| 9    | Al Ittihad Wad MedaniP  | 22  | 22 | 5  | 7  | 10 | 18 | 28 | -10  |
| 10   | Hay al-Arab Port-Soudan | 21  | 22 | 5  | 6  | 11 | 14 | 32 | -18  |
| 11   | Shambat Bahri           | 21  | 22 | 6  | 3  | 13 | 16 | 37 | -21  |
| 12   | Taka Kassala            | 16  | 22 | 3  | 7  | 12 | 16 | 34 | -18  |

|  | Qualification pour la Ligue des champions de la CAF 2006 et la Coupe Kagame inter-club 2006 |
|  | Qualification pour la Coupe de la confédération 2006                                        |
|  | Participation au barrage de relégation                                                      |
|  | Relégation directe en deuxième division                                                     |
|  | T : Tenant du titre C : Vainqueur de la Coupe du Soudan P : Promu de D2                     |

### Matchs

#### Barrage de relégation
Les équipes d'Hay al-Arab Port-Soudan et de Shambat Bahri ont terminé à égalité de points à la 10e place du classement, la dernière place de non-relégable. Elles doivent disputer un match de barrage pour déterminer quelle équipe se maintient parmi l'élite.
| Équipe 1                | Résultat      | Équipe 2      |
| ----------------------- | ------------- | ------------- |
| Hay al-Arab Port-Soudan | 0 - 0 3-1 tab | Shambat Bahri |

## Bilan de la saison
| Championnat du Soudan de football 2005                             |                               |
| Champion                                                           | Al Hilal Omdurman (18e titre) |
| Coupes et trophées                                                 |                               |
| Vainqueur de la Coupe du Soudan 2005                               | Al Merreikh Omdurman          |
| Qualifications continentales                                       |                               |
| Ligue des champions de la CAF 2006                                 | Al Hilal Omdurman             |
| Coupe de la confédération 2006                                     | Al Merreikh Omdurman          |
| Coupe Kagame inter-club 2006                                       | Al Hilal Omdurman             |
| Promotions et relégations                                          |                               |
| Promus en Premier League                                           | Al Ahli Atbara                |
| Promus en Premier League                                           | Al-Nil Wad Medani             |
| Relégués en Championnat du Soudan de football de deuxième division | Shambat Bahri                 |
| Relégués en Championnat du Soudan de football de deuxième division | Taka Kassala                  |